# Palomino (cavallo)

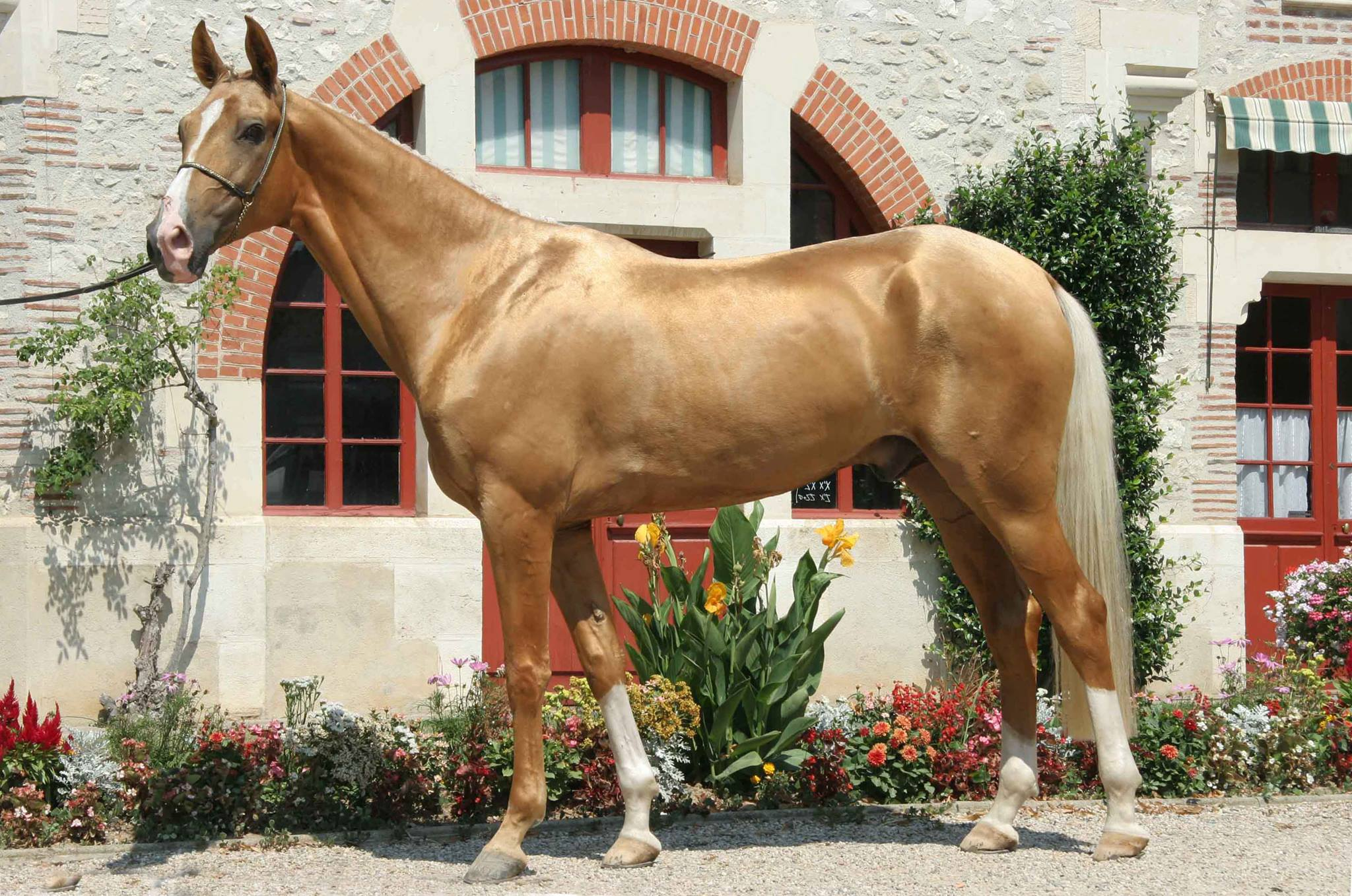
Akhal-Teke dal mantello palomino

Il palomino è un mantello equino color ocra dorato, con criniera e coda tendenti al bianco argenteo, caratteristico di alcune razze americane.
Il mantello dorato con la criniera e la coda bianche è un'eredità del cavallo Lusitano ed è un tratto presente anche nel Quarter Horse e nel Saddlebred. Il nome palomino deriva con ogni probabilità dallo spagnolo Don Juan de Palomino o, meno verosimilmente, da un tipo di uva di colore dorato comune in Spagna.

## Genetica
Il gene (Cr) che codifica questo mantello è quello della diluizione Crema dominante incompleto, che in singola dose (eterozigosi) causa l'abbattimento di circa il 50% del pigmento rosso (feomelanina) del mantello sauro.
La "formula genetica" del palomino sarà eeCr.
Un cavallo palomino incrociato con un altro palomino può generare un palomino soltanto il 50% delle volte, ma può anche produrre un sauro (25% di probabilità) o un cremello (25% di probabilità). Questo perché il palomino è semplicemente una varietà di colore e non un insieme di caratteristiche che compongono una "razza".

## Allevamento

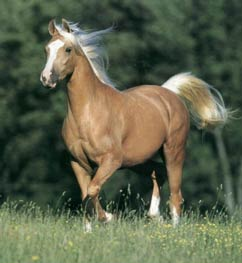
Cavallo palomino

Sebbene non sia considerato collegato a una razza in senso stretto, in America questo tipo di manto è diventato così popolare da avere un'associazione dedicata, la American Palomino Horse Association, che registra i soggetti che presentano degli aspetti morfologici ben precisi. Inoltre, perché un soggetto possa essere registrato, almeno uno dei genitori deve essere già presente nel registro e l'altro può essere un Quarter Horse, un Arabo oppure un Purosangue inglese. 

Gli allevatori americani hanno notato che l'unico modo garantito per ottenere puledri color palomino, è quello di accoppiare cavalli sauri con cavalli cremello.

## Aspetti morfologici
- Altezza al garrese: 1,41 - 1,60 m
- Peso: 450 – 550 kg
- Mantello: Palomino (mantello biondo,  con criniera e coda bianche).